# صدى

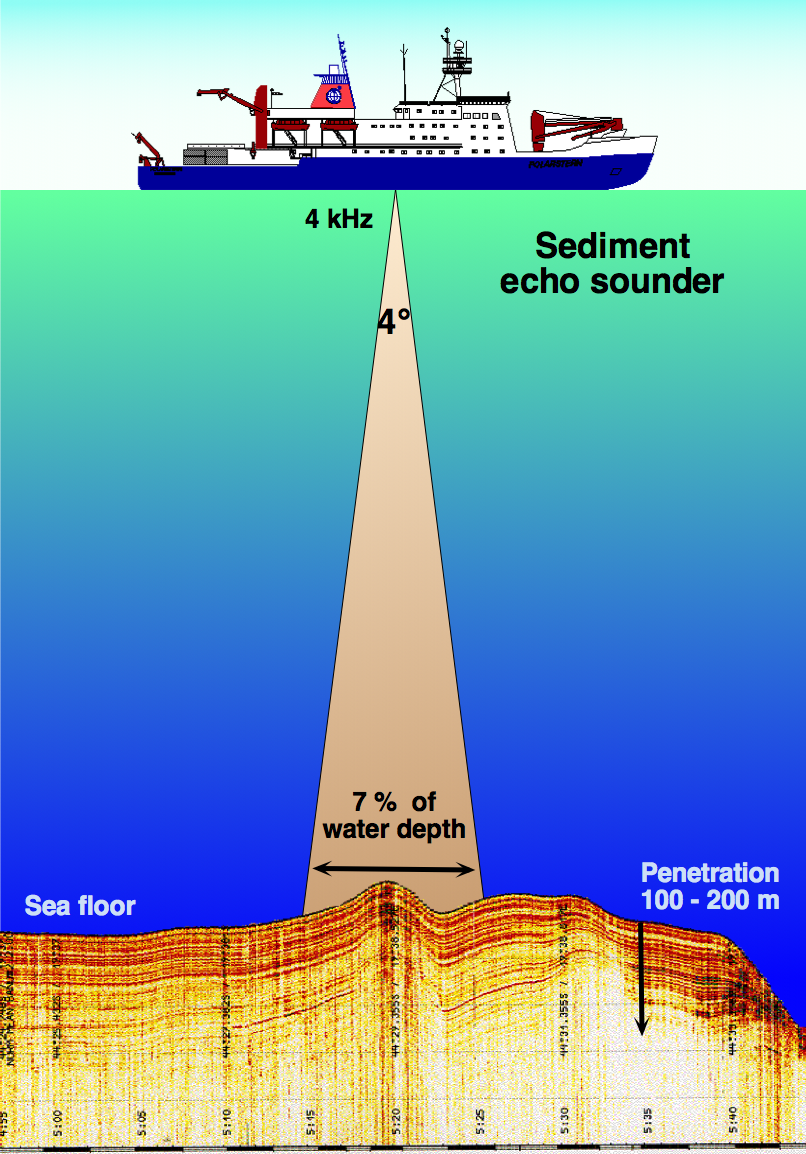
هذا الرسم يوضح مبدأ مسبار الأعماق والذي يستخدم موجات صوتية لإرسال شعاعًا ضيقًا من الطاقة العالية والتردد المنخفض

الصدى من الظواهر الطبيعية التي استأثرت باهتمام الإنسان، وأكثر ما كان يرهف له سمعه، عندما كان يرتد إليه الصوت على هيئة الصدى، شاقا صمت وحدته المطبق العميق، في فضائه السمعي البدائي وأصبح لا يأبه بها في عالم يطغى عليه صخب الضجيج والعجيج. لكن العلماء ما زالوا يتجشمون عناء دراسة هذه الظاهرة للاستفادة منها وتوظيفها في الفضاءات السمعية المعاصرة.
- وكما أن للصوت صدى، نجد تلك الظاهرة أيضا في الأمواج الكهرومغناطيسية فهي تنعكس مثلما ينعكس الضوء على المرايا، وتـم أول تعيين دقيق لبعد القمر عن الأرض بواسطة الرادار. ثم خلفة تعيين البعد بطريقة أدق بواسطة إرسال شعاع الليزر إلى القمر وقياس زمن الشعاع المرتد.

## ارتداد الموجات الصوتية
الصدى، أو ردة الصدى، أو رجع الصدى؛ لغة، هو الصوت، وما يرد عليك أو يجيبك من صوت الجبل أو نحوه بمثل صوتك. قال الله سبحانه وتعالى: «وما كان صَلاتُهُم عندَ البَيْتِ إلا مُكاءً وتَصْدِيَةً». َوالتَّصْدِيَة: ضَرْبُكَ يَداً على يَدٍ لتُسْمِعَ ذلك إنساناً، وهو من قوله مُكاءً وتَصْدِيَة. صَدَّى: قيلَ أَصْلُه صَدَّدَ لأَنَّه يقابِلُ في التَّصْفِيقِ صَدُّ هذا صَدَّ الآخَرِ أَي وجْهاهُما وجْهُ الكَفِّ يقابِلُ وَجْهَ الكَفِّ الأُخْرَى. والصَّدَى: موضِعُ السَّمْعِ من الرَّأْسِ.
ويقال: «أوحى من صدى»؛ و«أصم الله صداه»، و«صم صداه»، وهو دعاء بالهلاك، لأنه إذا هلك لم يجبه الصدى. وقال الشاعر:
وقال آخر:
وآخر:
والعرب تطلق على الصدى "ابنة الجبل"، ومن ذلك قولهم "صمي ابنة الجبل مهما تقل يقل وهو مثل يضرب للامعة الذليل الذي يتبع لغيره؛ وكذلك "هو ابنة الجبل" يضرب لمن يكون مع كل أحد. كما كانوا يقولون: "بنت صفا تقول عن سماع"، وبنت صفا مثل قولهم بنت الجبل يعنون بها الصدى. كما كانوا يطلقون على الصدى "ابن الطود"، ومن ذلك قول الشاعر:
دعوت خليدا دعوة كأنما ---- دعوت به ابن الطود أو هو أسرع
ويعرف الصدى في عدد من اللغات اللاتينية ب «إيكو» echo، وأصلها أسطورة يونانية قديمة؛ حيث كانت إيكو هي ربة الجبال، لكنها عرفت بين الأرباب بطول لسانها ولجاجتها، فضاقوا بها ذرعا، وحكموا عليها بعقوبة من جنس إثمها، وهي أن تعجز عن النطق بما هو جديد، وأن ينحصر نطقها في شيء واحد فقط، وهو أن تردد المقطع الأخير مما تسمعه.

## علمياً
والصدى علمياً هو ظاهرة مرتبطة بارتداد موجة صوتية على سطح حاجز (من الأسطح الصلبة) يسبب انعكاسها وعودتها إلى نقطة انطلاقها. وتسمع أذن الإنسان الصدى إذا كانت المدة التي تفصل بين الموجة الصوتية المباشرة وانعكاسها على سطح الحاجز تفوق 0,1 ثانية، أي على مسافة أكبر من17 متراً وقد تم حساب تلك المسافة من العلاقة 2 ف == ع* ز.حيث أن ع =340 م/ث ’ ز ==0.1 ومعروف أن سرعة الصوت تقارب 340 متر في الثانية. وإذا كانت مساحة الحاجز أكبر، أو على مسافات أطول، يمكن أن يُسمع تردد الصوت بشكل متكرر ومتوالي؛ وكذلك إذا تعددت الحواجز التي ترتطم بها الموجات يكون الصدى مضاعفا.
وتُستغل ظاهرة الصدى في عدد من الآلات وفي عدد من المجالات، خاصة آلات السبر (السونار) والرادارات؛ حيث تمكن من تحديد مكان الحواجز، الثابتة والمتحركة، انطلاقا من الموجات الصوتية المنعكسة.
وأكدت دراسة علمية، مؤخرا، خطأ نظرية كانت واسعة الانتشار، تفيد بأن صوت البط ليس له صدى دون معرفة السبب، وهو ما أصبح مقولة يضرب بها المثل. فقد أثبت أحد علماء السمعيات في بريطانيا، خطأ النظرية بعد أن طبق أساليب علمية. وأكد البروفيسور تريفور كوكس (وهو خبير في التحكم في صدى الصوت) أن صياح البطة يتلاشى، ويبدو أنها تصيح لوقت أطول. ونظرا لانخفاض صوت صياح البطة، ولأنها تأتي في وسط تلاشي الصدى، فيبدو وكأن صدى الصوت قد ارتدى قناعا.

## أطول صدى على الإطلاق
وجد العلماء في أحد أنفاق المرتفعات الاسكتلندية وبالتحديد في روس شاير في اسكتلند صهاريج (Inchindown) لتخزين الوقود تعتبر خزاناً ضخماَ تبلغ سماكة جدرانه 45 سم، ومساحته تعادل ضعفي طول ملعب كرة القدم، بعرض 9 أمتار وارتفاع 13.5 متر، قام العلماء بتجربة اطلاق عيار ناري داخل هذا الخزان الفارغ وقد تردد صدى اطلاق العيار الناري 112 ثانية وبذلك يحطم الأرقام القياسية لأطول صدى.

## استخدامات صدى الصوت
يُستخدم قياس صدي الصوت في:
1. اكتشاف الحقول النفطية تحت الأرض
2. الكشف على الإنسان بالموجات الفوق صوتية
3. قياس عمق البحار والمحيطات
4. صيد الأسماك وتعيين تجمعات السمك

## مصدر
- هذا المقال مُقتطف من صفحة أدرار، للتأكد من التصريح أُنقر هنا.